# Liste von Persönlichkeiten der Technischen Universität Ilmenau
Diese Liste enthält bekannte Persönlichkeiten, die in Ilmenau studierten oder lehrten bzw. derzeit lehren, wobei sie keinen Anspruch auf Vollständigkeit erhebt. Die Liste umfasst sowohl die Technische Universität Ilmenau als auch deren Vorgänger: Das Thüringische Technikum (seit 1894) bzw. die Ingenieurschule Ilmenau (ab 1926), die 1950 in eine Fachschule für Maschinenbau und Elektrotechnik umgewandelt wurde. Daraus ging 1953 die Hochschule für Elektrotechnik hervor, die 1963 den Rang einer Technischen Hochschule und 1992 den einer TU erhielt.
Eine Auflistung der derzeit an der TU Ilmenau Lehrenden kann deren einzelnen Institutsseiten entnommen werden.

## Absolventen

### Absolventen des Technikums
- Hugo Ruppe (* 15. August 1879 in Apolda; † 23. Januar 1949 in Gornau), deutscher Automobilpionier, studierte in Ilmenau Maschinenbau
- Karl Köhler (* 9. Oktober 1882 in Erfurt, Sohn des Fleischermeisters Adam Köhler aus Erfurt, Webergasse 40; † 1966 in Sinn, Hessen-Nassau), deutscher Feld- und Großküchenkonstrukteur; zuletzt, 1932–1954, Oberingenieur, Prokurist und zeitweise geschäftsführender Direktor der Firma Haas & Sohn, Neuhoffnungshütte bei Sinn, Hessen-Nassau, bis zu 2000 Beschäftigte; studierte in Ilmenau Maschinenbau. Vorlage: Zeugnis der Diplomprüfung für Maschinenbau mit dem Ergebnis „sehr gut 1,42“ vom 30. März 1904
- Fritz Sauckel (* 27. Oktober 1894 in Haßfurt; † 16. Oktober 1946 in Nürnberg), deutscher Politiker (NSDAP) und Kriegsverbrecher, begann 1922 ein Ingenieurstudium in Ilmenau
- Erich Apel (* 3. Oktober 1917 in Judenbach; † 3. Dezember 1965 in Berlin), deutscher Politiker (SED), studierte von 1937 bis 1939 Maschinenbau in Ilmenau
- Eberhard Berent (* 25. Februar 1924 in Guben; † 11. Dezember 2013 in Freilassing), Professor für Germanistik an der New York University, studierte von 1941 bis 1944 Maschinenbau am Technikum

### Absolventen der Hochschule für Elektrotechnik/TH bzw. TU
- Wolfgang Müller (* 10. September 1935 in Dresden; † 26. November 2019 in Ilmenau), promovierter Elektrochemiker, von 1991 bis 1999 Beauftragter für Kultur der Landesvertretung Thüringens in Bonn.
- Johannes Nitsch (* 24. März 1937 in Freudenberg/Ostpreußen), deutscher Politiker (CDU), studierte von 1956 bis 1962 Energietechnik in Ilmenau.
- Uwe Grüning (* 16. Januar 1942 in Pabianice bei Łódź, Polen), deutscher Schriftsteller und Politiker (CDU), studierte 1960 bis 1966 Fertigungstechnik in Ilmenau.
- Gerd Schuchardt (* 11. März 1942 in Erfurt) ist ein thüringischer Politiker (SPD), studierte von 1964 bis 1969 theoretische Elektrotechnik in Ilmenau.
- Michael Krapp (* 22. November 1944 in Gera), Politiker Thüringens (CDU), studierte von 1963 bis 1969 Elektrotechnik in Ilmenau, 1983 bis 1990 Dozent für Informatik.
- Peter Niedziella (* 2. Januar 1944 in Wernigerode), Radiomoderator, studierte Feinmechanik/Optik.
- Manfred Ruge (* 7. Oktober 1945 in Erfurt), deutscher Politiker (CDU), 1990 bis 2006 Oberbürgermeister von Erfurt, studierte von 1964 bis 1970 Elektrotechnik in Ilmenau.
- Ronald Weckesser (* 25. Dezember 1948 in Magdeburg), Politiker (SED, PDS, Linkspartei), Landtagsabgeordneter in Sachsen, studierte von 1968 bis 1972 in Ilmenau.
- Frank Sokollik (* 20. Dezember 1949 in Merseburg), Studium Technische Kybernetik bei Karl Reinisch von 1968 bis 1972, Professor an der Hochschule Merseburg von 1996 bis 2015.
- Christian Gumprecht (* 31. Juli 1950 in Windischleuba), Politiker (CDU), thüringischer Landtagsabgeordneter und ehemaliger Landrat von Altenburg, studierte ab 1971 Elektrotechnik.
- Lutz Gebhardt (* 18. März 1952 in Weimar, † 22. November 2024 in Erfurt), studierte und promovierte in Ilmenau, gründete 1992 den Verlag grünes herz mit Sitz in Oberpörlitz.
- Jörg Schwäblein (* 15. Mai 1952 in Benshausen), Politiker (CDU), thüringischer Landtagsabgeordneter, studierte zwischen 1970 und 1974 Elektrotechnik an der TH.
- Ulrich Tarlatt (* 1952 in Wansleben), deutscher bildender Künstler, studierte zwischen 1970 und 1974 Elektrotechnik in Ilmenau.
- Benno Kaufhold (* 16. März 1953), studierte von 1973 bis 1977 Informationstechnik und promovierte und habilitierte an der TH Ilmenau, Politiker (CDU), Landrat des Ilm-Kreises von 2006 bis 2012.
- Matthias Platzeck (* 29. Dezember 1953 in Potsdam), deutscher Politiker (SPD), 2002 bis 2013 Ministerpräsident des Landes Brandenburg, studierte 1974 bis 1979 biomedizinische Kybernetik in Ilmenau.
- Manfred Leisenberg (* 14. Juli 1954), studierte von 1973 bis 1977 Informationstechnik und promovierte an der Akademie der Wiss., Hochschullehrer und Wissenschaftler, Professor an der FHM Bielefeld.
- Bogdan Franczyk (* 6. Dezember 1955 in Lwówek Śląski, Polen), wurde 1985 in biomedizinischer Kybernetik promoviert und 1998 in Software-Entwicklung habilitiert.
- Claus-Erich Boetzkes (* 29. März 1956 in Memmingen), deutscher Journalist und Fernsehmoderator, promovierte 2007 in Ilmenau.
- Thomas Madl (* 28. April 1957 in Löbejün), deutscher Politiker (CDU), studierte Feingerätetechnik in Ilmenau.
- Stefan Baldi (* 13. April 1965 in Hamburg), Wirtschaftswissenschaftler, promovierte 1996 an der TU.
- Claudia Crawford (* 7. Februar 1966 in Rostock), deutsche Politikerin (CDU), studierte 1985 bis 1990 Kybernetik in Ilmenau, anschließend war sie als wissenschaftliche Mitarbeiterin an der TU tätig, von 1994 bis 1998 als Claudia Nolte Bundesministerin für Familie, Senioren, Frauen und Jugend.
- Jörn König (* 29. Oktober 1967 in Ost-Berlin), ehemaliger Leistungsschwimmer und deutscher Politiker (AfD), studierte von 1989 bis 1994 Ingenieurwesen in Ilmenau.
- Alexander von Hoffmann (* 7. Juni 1974 in Hamburg), Lichttechniker, promovierte 2003 in Ilmenau.
- Daniel Schultheiß (* 13. August 1980 in Sonneberg), Studium Angewandte Medienwissenschaft von 2001 bis 2007, promovierte anschließend bis 2010, seit November 2018 Oberbürgermeister von Ilmenau.

## Professoruren

### Gegenwärtig tätig
- Norbert Bach, Professor für Unternehmensführung/ Organisation
- Thomas Bachmann, Professor für Fahrzeugtechnik
- Udo Bankhofer, Professor für Quantitative Methoden der Wirtschaftswissenschaften
- Jean Pierre Bergmann, Professor für Fertigungstechnik
- Christoph Berkholz, Professor für Algorithmik
- Thomas Böhme, Professor für Mathematik
- Joachim Bös, Professor für Industrielle Anwendungen von Medientechnologien
- Wolfgang Broll, Professor für Virtuelle Welten und Digitale Spiele
- Oliver Budzinski, Professor für Wirtschaftstheorie
- Christian Cierpka, Professor für Technische Thermodynamik
- Dietrich Kuske, Professor für Automaten und Logistik
- Karlheinz Brandenburg (* 20. Juni 1954 in Erlangen), Mit-Erfinder des mp3-Formats und bis 2019 Leiter des Fraunhofer-Institutes für Digitale Medientechnologie (IDMT) in Ilmenau, bis 2020 Professor für  Elektronische Medientechnik[3]
- Peter Bretschneider, Professor für Energieeinsatzoptimierung
- Thomas Dallmann, Jun.-Professor für Funktechnologien für automatisierte und vernetzte Fahrzeuge
- Giovanni Del Galdo, Professor für Elektronische Messtechnik und Signalverarbeitung EMS
- Jana de Wiljes, Professorin für Mathematics of Data Science
- Emese Domahidi, Professorin für Computational Communication Science
- Nicola Döring, Professorin für Medienpsychologie und Medienkonzeption am Institut für Medien und Kommunikationswissenschaft
- Christian Dreßler, Jun.-Professor für Theoretische Festkörperphysik
- Silvio Dutz, Professor für Multimodale Datenanalyse in der Biomedizintechnik
- Gabriele Eichfelder, Professorin für Mathematische Methoden des Operations Research
- Patrique Fiedler, Professor für Datenanalyse in den Lebenswissenschaften
- Gerrit Köchling, Jun.-Professor für Finance
- Elena Freisinger, Jun.-Professorin für Innovationsmanagement
- Thomas Fröhlich, Professor für Prozessmesstechnik
- Anja Geigenmüller, Professorin für Marketing, seit 2020 Vizepräsidentin für Bildung[4]
- Robert Geitner, Jun.-Professor für Physikalische Chemie
- Albrecht Gensior, Professor für Leistungselektronik und Steuerungen in der Elektroenergietechnik
- Thomas Grebel, Professor für Wirtschaftspolitik
- Horst-Michael Groß, Professor für Neuroinformatik und Kognitive Robotik, Dekan der Fakultät für Informatik und Automatisierung von 1998 bis 2005, Thüringer Forschungspreisträger 2009
- Michael Grüning, Rechnungswesen und Controlling
- Martin Haardt, Professor für Nachrichtentechnik
- Thomas Hannappel, Professor für Grundlagen von Energiematerialien
- Jens Haueisen, Professor für Biomedizinische Technik, Dekan der Fakultät für Informatik und Automatisierung von 2009 bis 2011
- Matthias Hein, Professor für Hochfrequenz- und Mikrowellentechnik
- Doris Heinrich, Professorin für Biotechnische Mikro- und Nanosysteme für die Lebenswissenschaften
- Matthias Hirth, Professor für Nutzerzentrierte Analyse von Multimediadaten
- Thomas Hotz, Professor für Wahrscheinlichkeitsrechnung und mathematische Statistik
- Stephan Husung,  Professor für Produkt- und Systementwicklung
- Heiko O. Jacobs, Professor für Nanotechnologie
- Christian Karcher, Professor für Thermo- und Magnetofluiddynamik
- Thomas Kissinger, Jun.-Professor für Nanofabrikations- und Nanomesstechnik
- Ulf Kletzin, Professor für Maschinenelemente
- Rainer Knauf, Professor für Künstliche Intelligenz
- Boris Koldehofe, Professor für Verteilte Systeme/Betriebssysteme
- Stefan Krischok, Professor für Theoretische Physik
- Matthias Kriesell, Professor für Diskrete Mathematik und Algebra
- Jörg Kröger, Professor für Experimentalphysik I / Oberflächenphysik
- Yong Lei, Professor für Angewandte Nanophysik
- Julia Lieb, Jun.-Professorin für Diskrete Mathematik und Algebra
- Martin Löffelholz (* 1959 in Dortmund), ist seit 1998 an der Universität Professor für Medienwissenschaft
- Patrick Mäder, Professor für Data-intensive Systems and Visualization Group (dAI.SY)
- Juliane K. Mendelsohn, Professorin für Law and Economics of Digitization
- Andreas Mitschele-Thiel, Professor für Integrierte Kommunikationssysteme, Dekan der Fakultät für Informatik und Automatisierung von 2005 bis 2009
- Andreas Möckel, apl. Professor für Kleinmaschinen
- Jens Müller, Professor für Elektroniktechnologie, Vizepräsident für internationale Beziehungen und Transfer
- Volker Nissen, Professor für Wirtschaftsinformatik für Dienstleistungen
- Gunther Notni, Professor für Qualitätssicherung und Industrielle Bildverarbeitung
- Yuri Person, Professor für Large Networks and Random Graphs
- Pu Li, Professor für Prozessoptimierung
- Florian Puch, Professor für Kunststofftechnik
- Edda Rädlein, Professorin für Anorganisch-nichtmetallische Werkstoffe
- Johannes Reger, Professor für Regelungstechnik
- Tobias Reimann, Professor für Industrieelektronik
- Timo Reis, Professor für Systemtheorie und partielle Differentialgleichungen
- Michael Rock, Professor für Blitz- und Überspannungsschutz
- Erich Runge, Professor für Theoretische Physik
- Thomas Sattel, Professor für Mechatronik
- Kai-Uwe Sattler, Professor für Datenbanken und Informationssysteme, Präsident seit 2020, von 2017 bis 2020 Prorektor für Wissenschaft, von 2011 bis 2017 Dekan der Fakultät für Informatik und Automatisierung
- Peter Schaaf, Professor für Werkstoffe der Elektrotechnik, Direkter des Zentrums für Mikro- und Nanotechnologien und Leiter des Instituts IMN MacroNano®
- Günter Schäfer, Professor für Telematik/Rechnernetze, Dekan der Fakultät für Informatik und Automatisierung von 2017 bis 2021
- Peter Scharff (* 15. März 1957 in Braunlage), Rektor von 2004 bis 2020, Professor für Chemie
- Christoph Schierz, Professor für Lichttechnik
- Andreas Schober, Professor für Nanobiosystemtechnik
- Gerald Schuller, Professor für Funktechnologien für Angewandte Mediensysteme
- Jörg Schumacher, Professor für Theoretische Strömungsmechanik, Thüringer Forschungspreisträger 2008
- Yuri Person, Professor für Large Networks and Random Graphs
- Jochen Seitz, Professor für Kommunikationsnetze
- Yuri Shardt, Professor für Automatisierungstechnik
- Stefan Sinzinger, Professor für Technische Optik, Vizepräsident für Forschung und wissenschaftlichen Nachwuchs
- Fritz Söllner, Professor für Finanzwissenschaft
- Ralf Sommer, Professor für Elektronische Schaltungen und Systeme
- Rainer Souren, Professor für Nachhaltige Produktionswirtschaft und Logistik
- Siegfried Stapf, Professor für Technische Physik
- Dirk Stelzer, Professor für Informations- und Wissensmanagement
- Steffen Straßburger, Professor für Informationstechnik in Produktion und Logistik
- Steffen Strehle, Professor für Mikrosystemtechnik
- Ralf Trost, Professor für Finanzwirtschaft/Investition
- Carsten Trunk, Professor für Angewandt Funktionalanalysis
- Hannes Töpfer, Professor für Theoretische Elektrotechnik und Dekan der Fakultät für Elektrotechnik und Informationstechnik
- Claus Wagner, Professor für Aerodynamik
- Dirk Westermann, Professor für Elektrische Energieversorgung
- Andreas Will, Professor für Medien- und Kommunikationsmanagement
- Hartmut Witte, Professor für Biomechatronik
- Jens Wolling, Professor für Empirische Medienforschung und politische Kommunikation
- Karl Worthmann, Professor für Optimization-based Control
- Lena Zentner, Professorin für Mechanik Nachgiebiger Systeme
- Daniel Ziener, Professor für Rechnerarchitektur und Eingebettete Systeme
- Armin Zimmermann, Professor für System- und Software-Engineering, Dekan der Fakultät für Informatik und Automatisierung seit 2021

### Historisch tätig
Thüringisches Technikum Ilmenau
- Eduard Jentzen (* 1847; † 1905[5]), gründete das Thüringische Technikum Ilmenau 1894 durch den Umzug seines Technikums aus Neustadt-Glewe, war von 1894 bis 1903 Direktor des Technikums.
- Georg Schmidt (* 1871; † 1955 in Ilmenau), von 1903 bis 1948 Direktor des Technikums, bewahrte es durch Verhandlungsgeschick 1918, 1923 und 1945 vor dem Aus, heute ist eine Straße in Ilmenau nach ihm benannt.

Hochschule für Elektrotechnik/Technische Hochschule
- Robert Döpel (* 3. Dezember 1895 in Neustadt an der Orla; † 2. Dezember 1982 in Ilmenau), ehemaliger Mitarbeiter von Werner Heisenberg, Professor für Angewandte Physik
- Karl-Heinz Elster (* 3. August 1931; † 31. Oktober 1996), Rektor von 1969 bis 1972; Professor für mathematische Optimierung
- Werner Gilde (* 9. Juni 1920 in Horst in Holstein; † 2. Februar 1991 in Halle), Professor für Physik, ab 1965 an der TH Ilmenau
- Jens Goebel (* 11. Januar 1952 in Jena), deutscher Politiker (DSU, später CDU), 1975 bis 1990 wissenschaftlicher Mitarbeiter, von 2004 bis 2008 Kultusminister von Thüringen
- Heinz Haferkorn (* 22. Februar 1927; † 31. Mai 2003),  Sektionsdirektor von 1972 bis 1974, Prorektor für Naturwissenschaft und Technik von 1975 bis 1989, Professor für Technische Optik[6]
- Josef Hampel (* 13. Dezember 1897 in Fugau (Böhmen); † 2. Februar 1979 in Ilmenau), Professor für Elektrochemie und Galvanotechnik, Gründer und erster Direktor des Instituts für Chemie, Elektrochemie und Galvanotechnik
- Walter Heinze (* 18. März 1899; † 1. August 1987), Rektor von 1962 bis 1964
- Werner Kemnitz (* 21. September 1926), Rektor von 1985 bis 1990, Professor für Informationstechnik
- Michael Krapp (* 22. November 1944 in Gera), deutscher Politiker (CDU), studierte von 1963 bis 1969 Elektrotechnik in Ilmenau, 1983 bis 1990 Dozent für Informatik
- Paul Latussek (* 6. September 1936 in Gleiwitz), deutscher Politiker (DSU), ehemaliger Vorsitzender des Bundes der Vertriebenen in Thüringen. Er studierte ab 1965 Elektrotechnik in Ilmenau, habilitierte sich und war 1980 bis 2001 Dozent der Elektrotechnik. Unter dem Vorwurf volksverhetzender Äußerungen wurde dem 64-Jährigen der Lehrauftrag entzogen.
- Gerhard Linnemann (* 13. April 1930; † 11. Dezember 2001), Rektor von 1972 bis 1985; Professor für Informationstechnik
- Hans-Joachim Mau (* 11. Juli 1906; † 12. Dezember 1986), Rektor 1964 bis 1969
- Germar Müller (* 26. August 1929; † 25. Juli 2019), Professor für Elektromechanische Energiewandlung von 1966 bis 1977; Professor für Elektrische Maschinen an der TU Dresden von 1987 bis 1996; außerdem Sachbuchautor
- Eugen Philippow (* 9. Mai 1917 in Sofia; † 2. September 1991 in Ilmenau), Professor für Theoretische Elektrotechnik
- Lothar Poßner (* 4. Oktober 1896; † 26. August 1972), Professor für Maschinenbau, Direktor des Institutes für Maschinenkunde 1954 bis 1961
- Karl Reinisch (* 21. August 1921; † 24. Januar 2007), Professor für Regelungstechnik
- Uta Rensch (* 28. Juni 1952 in Leipzig-Baalsdorf), Politikerin (SPD), 1975 bis 1986 wissenschaftliche Assistentin
- Hans Stamm (* 16. August 1908; † 27. Februar 1968 in Ilmenau), wurde 1953 mit der Aufgabe betraut, entsprechend einem Beschluss des Ministerrates der DDR, in Ilmenau eine Spezialhochschule für Elektrotechnik aufzubauen, war von 1953 bis 1962 Rektor dieser Hochschule für Elektrotechnik (HfE), der späteren Technischen Hochschule Ilmenau, heute ist nach ihm eine Straße in Ilmenau und der Campus der Universität benannt.

Technische Universität
- Gerrit Brösel (* 1972 in Greifswald), Professor für Rechnungswesen und Controlling an der TU (2009 bis 2011), Mitautor der Einführung in die Allgemeine Betriebswirtschaftslehre (des „Wöhe“)
- Wolfgang Gens (* 23. Februar 1933), Rektor von 1996 bis 2000, Professor für elektrische Antriebe
- Wau Holland (* 20. Dezember 1951; † 29. Juli 2001 in Bielefeld) war ein deutscher Journalist und Computeraktivist, war Honorar-Professor an der TU Ilmenau u. a. für Ethik in der Informatik.
- Dagmar Hülsenberg (* 1940 in Sonneberg), bis 2006 Professorin für Glas- und Keramiktechnologie; seit 2004 Mitglied des Präsidiums der Sächsischen Akademie der Wissenschaften zu Leipzig; von 1987 bis 1992 Präsidentin der Kammer der Technik (KdT), des Ingenieurverbandes der DDR
- Gerd Jäger (* 22. März 1941), von 1981 bis 2009 Professor und Leiter des 1990 gegründeten Instituts für Prozessmess- und Sensortechnik,[7] legte die wissenschaftlichen Grundlagen für die Entwicklung und Realisierung des Superkomparators. Initiator und bis 2008 Sprecher des Sonderforschungsbereiches der Deutschen Forschungsgemeinschaft 622 „Nanopositionier- und Nanomessmaschinen“.
- Christine Jakob (* 11. Januar 1948 in Mügeln; † 24. März 2019), von 2000 bis 2013 Fachgebietsleiterin für Elektrochemie und Galvanotechnik im fakultätsübergreifenden Institut „Chemie, Elektrochemie und Galvanotechnik“.
- Matthias Karmasin (* 1964 in Wien), Professor für Medien- und Kommunikationswissenschaften, zeitweise an der TU
- Eberhart Köhler (* 16. November 1929; † 20. Januar 1995), Rektor von 1990 bis 1995, Professor für elektronische Bauelemente
- Heinz Liebscher (* 28. November 1931; † 21. Februar 2021), von 1970 bis 1997 Professor für Elektrochemie und Galvanotechnik
- Karl Lohmann (* 31. August 1939 in Emden), deutscher Wirtschaftswissenschaftler, arbeitete in den frühen 90er-Jahren einige Zeit an der Universität
- Mike Mohring (* 22. Dezember 1971 in Apolda), Politiker (CDU), 2006 bis 2007 Lehrbeauftragter an der TU
- Kurt Morneweg (* 19. März 1929; † 16. April 2022), Honorarprofessor für das Lehrgebiet „Medienpraxis und Medienmanagement“; bis 2001 Direktor des Mitteldeutschen Rundfunks Thüringen
- Helmut M. Niegemann (* 14. Mai 1947 in Völklingen), 2001 bis 2003 Professor für Medienkonzeption/Digitale Medien
- Karl Reinisch (* 21. August 1921 in Dresden; † 24. Januar 2007 in Ilmenau), Professor für Regelungstechnik, arbeitete seit 1960 an der Hochschule für Elektrotechnik/Technischen Hochschule
- Horst Sachs (* 27. März 1927; † 25. April 2016), Professor für Graphentheorie; Begründer einer graphentheoretischen Schule in Ilmenau
- Dagmar Schipanski (* 3. September 1943 in Sättelstädt; † 7. September 2022), deutsche Politikerin (CDU), von 1967 bis 1999 an der TU tätig (zunächst als Assistentin, später als Dozentin, Professorin für Festkörperelektronik, Dekanin und schließlich als Rektorin der Universität (von 1995 bis 1996))
- Tankred Schipanski, wissenschaftlicher Mitarbeiter am Institut für Rechtswissenschaft im Fachgebiet Öffentliches Recht[8] und 2009–2021 Mitglied des Deutschen Bundestages
- Cordt Schmidt (* 17. März 1935; † 7. November 2021) von 1985 bis 2000 Professor an der Technischen Hochschule/Universität Ilmenau und von 1985 bis 1990 Prorektor.
- Reinhard Schramm (* 22. Mai 1944 in Weißenfels), Professor und Leiter des Patentinformationszentrums und Online-Dienste – Landespatentzentrum Thüringen bis 2010; Vorsitzender der Jüdischen Landesgemeinde Thüringen
- Heinz-Ulrich Seidel, Professor für Grundlagen der Elektrotechnik, Dekan der Fakultät für Elektrotechnik und Informationstechnik
- Jörg Vienken (* 1. Juni 1948), deutscher Biomediziner, absolvierte 1997 eine Gastprofessur an der TU
- Hansjoachim Walther (* 16. Dezember 1939 in Bütow; † 17. Januar 2005 in Stützerbach), deutscher Politiker (DSU, CDU), 1970 bis 2005 Dozent/Professor an der TU (Fakultät für Mathematik und Naturwissenschaften)
- Carsten Winter (* 1966 in Berlin), zwischen 1998 und 2000 wissenschaftlicher Mitarbeiter an der TU
- Martin Dietzfelbinger, (* 1956), von 1998 bis 2022 Professor für Komplexität und Effiziente Algorithmen

## Rektoren bzw. Präsidenten
- Eduard Jentzen, gründete das Thüringische Technikum Ilmenau 1894 durch den Umzug seines Technikums aus Neustadt-Glewe, war von 1894 bis 1903 Direktor des Technikums.
- Georg Schmidt (* 1871; † 1955 in Ilmenau), von 1903 bis 1948 Direktor des Technikums, bewahrte es durch Verhandlungsgeschick 1918, 1923 und 1945 vor dem Aus, heute ist eine Straße in Ilmenau und der Mathematisch-Naturwissenschaftliche Campus nach ihm benannt.
- Hans Stamm (* 16. August 1908; † 27. Februar 1968 in Ilmenau), wurde 1953 mit der Aufgabe betraut, entsprechend einem Beschluss des Ministerrates der DDR, in Ilmenau eine Spezialhochschule für Elektrotechnik aufzubauen, war von 1953 bis 1962 Rektor dieser Hochschule für Elektrotechnik (HfE), der späteren Technischen Hochschule Ilmenau, heute ist nach ihm eine Straße in Ilmenau und der Campus der Universität benannt. Er war Professor für Hochspannungstechnik.
- Walter Heinze (* 18. März 1899; † 1. August 1987), Rektor von 1962 bis 1964; Professor für Elektronik
- Hans-Joachim Mau (* 11. Juli 1906; † 12. Dezember 1986), Rektor 1964 bis 1969; Professor für Elektrotechnik (Apparate- und Anlagentechnik)
- Karl-Heinz Elster (* 3. August 1931; † 31. Oktober 1996), Rektor von 1969 bis 1972; Professor für Mathematik (Mathematische Optimierung)
- Gerhard Linnemann (* 13. April 1930; † 11. Dezember 2001), Rektor von 1972 bis 1985; Professor für theoretische Elektrotechnik
- Werner Kemnitz (* 21. September 1926), Rektor von 1985 bis 1990, Professor für Informationstechnik
- Eberhart Köhler (* 16. November 1929; † 20. Januar 1995), Rektor von 1990 bis 1995, Professor für elektronische Bauelemente
- Dagmar Schipanski (* 3. September 1943; † 7. September 2022), Rektorin von 1995 bis 1996, Professorin für Festkörperelektronik
- Wolfgang Gens (* 23. Februar 1933), Rektor von 1996 bis 2000, Professor für elektrische Antriebe
- Heinrich Kern (* 22. September 1950), Rektor von 2000 bis 2004, Professor für metallische Werkstoffe und Verbundwerkstoffe
- Peter Scharff (* 15. März 1957 in Braunlage), Rektor von 2004 bis 2020, Professor für Chemie
- Kai-Uwe Sattler (* 26. September 1968), seit Dezember 2020[9] Präsident der TU, Professor für Datenbanken und Informationssysteme